# Polymastia inflata
Polymastia inflata är en svampdjursart som beskrevs av Jacqueline Cabioch 1968. Polymastia inflata ingår i släktet Polymastia och familjen Polymastiidae. Inga underarter finns listade i Catalogue of Life.